# Kiki Cuyler
Hazen Shirley Cuyler, detto Kiki (Harrisville, 30 agosto 1898 – Ann Arbor, 11 febbraio 1950), è stato un giocatore di baseball statunitense di ruolo esterno nella Major League Baseball (MLB). È stato introdotto nella National Baseball Hall of Fame nel 1968.

## Carriera
Cuyler debuttò nelle major league con Pittsburgh Pirates giocando sporadicamente. La sua prima stagione completa fu quella del 1924. Nel 1925 batté due fuoricampo nella stessa partita e nello stesso anno guidò la squadra alla vittoria delle World Series, l'unico titolo della sua carriera. Nel 1927 fu messo in panchina per quasi metà stagione per una disputa col manager al primo anno Donie Bush. I Pirates vinsero ancora le World Series, ma Cuyler non vi partecipò. Quel novembre fu scambiato coi Chicago Cubs per Sparky Adams e Pete Scott. Tra il 1926 e il 1930, la stagione 1927 fu l'unica in cui Cuyler non guidò la lega in basi rubate.
Tra il 1931 e il suo ritiro nel 1938, Cuyler non rubò mai più di 16 basi a stagione. Anche se batté con la media di .338 e guidò la lega con 42 doppi nel 1934, divenne free agent nel luglio 1935. Firmò così coi Cincinnati Reds, colpendo con .326 nel 1936 e .271 nel 1937. L'ultima annata in carriera la disputò nel 1938 coi Brooklyn Dodgers.

## Palmarès

### Club
- World Series: 1

Pittsburgh Pirates: 1925

### Individuale
- MLB All-Star: 1

1934
- Leader della National League in basi rubate: 4

1926, 1928–1930